# Ronnie Price
Ronald D'Wayne Price (né le 21 juin 1983 à Friendswood, au Texas) est un joueur américain de basket-ball évoluant au poste de meneur.

## Biographie
Bien que non drafté, Ronnie Price intègre la NBA en 2005, et joue pour diverses franchises.
Depuis septembre 2014, il joue pour les Lakers de Los Angeles. En février 2015, une opération au coude droit met fin à sa saison 2014-2015.
Le 8 juillet 2015, il signe aux Suns de Phoenix pour un an et 1,5 million de dollars.

## Records personnels sur une rencontre NBA
Les records personnels de Ronnie Price, officiellement recensés par la NBA sont les suivants :
| Type de statistique        | Saison régulière | Saison régulière    | Saison régulière | Playoffs | Playoffs                | Playoffs      |
| Type de statistique        | Record           | Adversaire          | Date             | Record   | Adversaire              | Date          |
| -------------------------- | ---------------- | ------------------- | ---------------- | -------- | ----------------------- | ------------- |
| Points                     | 18               | Nets du New Jersey  | 13 janvier 2012  | 12       | Nuggets de Denver       | 30 avril 2010 |
| Paniers marqués            | 7                | 4 fois              |                  | 4        | Nuggets de Denver       | 30 avril 2010 |
| Paniers tentés             | 14               | Hawks d'Atlanta     | 22 février 2010  | 9        | @ Lakers de Los Angeles | 27 avril 2009 |
| Paniers à 3 points réussis | 4                | 2 fois              |                  | 2        | @ Rockets de Houston    | 21 avril 2008 |
| Paniers à 3 points tentés  | 7                | 2 fois              |                  | 3        | @ Rockets de Houston    | 21 avril 2008 |
| Lancers francs réussis     | 5                | @ Nuggets de Denver | 12 avril 2012    | 3        | Nuggets de Denver       | 30 avril 2010 |
| Lancers francs tentés      | 6                | 3 fois              |                  | 6        | Nuggets de Denver       | 30 avril 2010 |
| Rebonds offensifs          | 4                | 2 fois              |                  | 3        | @ Lakers de Los Angeles | 27 avril 2009 |
| Rebonds défensifs          | 5                | 5 fois              |                  | 2        | 3 fois                  |               |
| Rebonds totaux             | 7                | Bucks de Milwaukee  | 13 novembre 2013 | 3        | 3 fois                  |               |
| Passes décisives           | 11               | @ Bulls de Chicago  | 14 avril 2014    | 5        | @ Lakers de Los Angeles | 27 avril 2009 |
| Interceptions              | 4                | 3 fois              |                  | 2        | 2 fois                  |               |
| Contres                    | 2                | Kings de Sacramento | 29 janvier 2010  | 1        | 3 fois                  |               |
| Balles perdues             | 6                | Rockets de Houston  | 5 mars 2014      | 2        | Rockets de Houston      | 2 mai 2008    |
| Minutes jouées             | 40               | 3 fois              |                  | 19       | Nuggets de Denver       | 30 avril 2010 |

- Double-double : aucun (au 30/12/2014)
- Triple-double : aucun.

## Palmarès
- NCAA Independent Player of the Year (2005)
- 2x NCAA All-Independent Team (2004, 2005)